# Alphonse Fournier
Alphonse Fournier PC QC (* 24. März 1893 in Methuen, Massachusetts; † 8. Oktober 1961) war ein kanadischer Jurist und Politiker der Liberalen Partei Kanadas, der Minister im  16. kanadischen Kabinett von Premierminister William Lyon Mackenzie King sowie im 17. Kabinett von Premierminister Louis Saint-Laurent sowie mehrere Jahre lang Beigeordneter Richter am Obersten Finanzgerichtshof von Kanada war.

## Leben
Fournier absolvierte nach dem Schulbesuch ein Studium der Rechtswissenschaften und schloss dieses mit einem Licenciate of Laws (LL.L.) ab. Nach seiner anwaltlichen Zulassung nahm er eine Tätigkeit als Rechtsanwalt auf und wurde für seine anwaltlichen Verdienste später zum Kronanwalt (Queen’s Counsel) berufen.
Als Kandidat der Liberalen Partei wurde Fournier bei der Wahl vom 28. Juli 1930 erstmals zum Mitglied des Unterhauses berufen und vertrat dort rund 23 Jahre lang bis zu seinem Mandatsverzicht am 11. Juni 1953 den in Québec gelegenen Wahlkreis Hull. Während seiner Unterhauszugehörigkeit war er vom 27. Januar bis zum 1. Juli 1938 Vorsitzender eines Unterhaus-Sonderausschusses für das Gesetz zum öffentlichen Dienst sowie anschließend vom 12. Januar bis zum 3. Juni 1939 Vorsitzender eines Unterhaus-Sonderausschusses für die Durchführung dieses Gesetzes. Später war er vom 22. Januar 1942 bis zum 27. Januar 1943 Vorsitzender des Unterhaus-Sonderausschusses für Kriegsausgaben.
Am 7. Oktober 1942 wurde Fournier von Premierminister William Lyon Mackenzie King zum Minister für öffentliche Arbeiten in das 16. kanadische Kabinett berufen und bekleidete dieses Amt auch im darauf folgenden 17. kanadischen Kabinett, das Premierminister Louis Saint-Laurent am 15. November 1948 gebildet hatte. Das Ministeramt behielt er bis zu seinem Rücktritt am 11. Juni 1953 und war daneben vom 1. Mai 1948 bis zum 8. Mai 1953 als Vorsitzender der Fraktion der Liberalen Partei auch Führer der Regierungsmehrheit im Unterhaus.
Nach seinem Rücktritt als Minister und seinem Verzicht auf das Unterhaus wurde Fournier am 12. Juni 1953 zum Beigeordneten Richter am Obersten Finanzgerichtshof von Kanada ernannt und übte dieses Richteramt bis zu seinem Tod aus.
Er war Vater von Roy Fournier, der zwischen 1962 und 1972 Mitglied der Nationalversammlung von Québec, Staatsminister und Solicitor General in der Regierung von Québec von Premierminister Robert Bourassa sowie von 1972 bis 1982 Richter am Provinzgericht von Québec war.
Alphonse Fourniers Cousin Joseph-Célestin Nadon war ebenfalls mehrere Jahre lang Mitglied der Legislativversammlung von Québec sowie zwischen 1949 und 1953 auch Mitglied des kanadischen Unterhauses.